# 雪花 (電影)
是2017年上映的以校園暴力為主題的電影，由趙宰敏執導和撰寫劇本，由朴珍榮主演，亦是朴珍榮的大銀幕處女作。電影講述了轉學到某村莊學校的男生與同班被孤立的女同學的故事。這部電影於2016年4月30日在第17屆全州國際電影節上首映，並於2017年3月1日發行。

## 故事劇情
珉植（朴珍榮飾）一家搬到安靜的小鎮固城，在新學校，珉植遇到了藝珠（智友飾）。藝珠因為爸爸涉嫌性侵並殺害一名少女而成為班上同學欺負的對象。儘管迫於同儕壓力珉植不得不加入霸凌的行列，但藝珠幽幽的眼神卻始終在他心裡揮之不去。
珉植懷著愧疚的同時也開始同情藝珠，最後甚至伸出援手，兩個破碎的靈魂成了朋友，相互慰藉。一天，他們發現一隻迷路的山羊，一起悉心照料。後來山羊的主人發現了，把牠帶回簡陋的羊圈關起來，兩人想盡辦法要救這隻山羊，卻不斷受到阻礙。

## 演員陣容
- 朴珍榮 飾演 趙珉植
- 智友 飾演 藝珠
- 辛安振 飾演 賢五
- 郑娜温 飾演 米西
- 张明峡 飾演 楊桑曼
- 金基柱 飾演 南昆
- 李泰俊 飾演 尚德
- 李灿熙 飾演 振浩
- 張姬領 飾演 秀晶
- 朴佳英 飾演 宥静
- 李海诚 飾演 泰秀
- 金胜泰 飾演 管家
- 李胤熙 饰演 刑警
- 金成范 饰演 刑警
- 吴万锡 饰演 健康院主人
- 申美英 饰演 化妆品商店主人
- 金灿二 饰演 旅店男子
- 河诗妍 饰演 班主任

## 製作
《雪花》由製作過《共同警備區》、《初戀築夢101》、《失業女王聯盟》等電影的製作公司Myung Film製作，該電影是Myung Film成立的Myung Film電影學校第一期學生的作品，也是趙宰敏的導演處女作。

## 外部連結
- NAVER上《雪花》的資料
- 韩国电影数据库（KMDb）上《雪花》的資料
- 互联网电影数据库（IMDb）上《雪花》的资料（英文）
- 豆瓣电影上《雪花》的資料 （简体中文）
- 《雪花》在HanCinema的页面（英文）
- Box Office Mojo上《雪花》的资料（英文）